# Corydalis anethifolia
Corydalis anethifolia är en vallmoväxtart som beskrevs av Cheng Yih Wu och Z.Y. Su. Corydalis anethifolia ingår i släktet nunneörter, och familjen vallmoväxter. Inga underarter finns listade i Catalogue of Life.